# Scott 3
Pour les articles homonymes, voir Scott.
Albums de Scott Walker
Scott 2
(1968) Scott 4
(1969)
Scott 3 est le troisième album studio de Scott Walker sorti en 1969. Arrangé par Wally Stott, il marque une évolution dans le style de Walker. Les trois derniers morceaux sont des reprises de Jacques Brel.

## Titres
1. It's Raining Today
2. Copenhagen
3. Rosemary
4. Big Louise
5. We Came Through
6. Butterfly
7. Two Ragged Soldiers
8. 30 Century Man
9. Winter Night
10. Two Weeks Since You've Gone
11. Sons Of
12. Funeral Tango
13. If You Go Away